# 夏文勇
夏文勇（1972年11月—），男，汉族，江西吉水人，中华人民共和国政治人物，中国共产党党员，第十三届全国人民代表大会江西省代表。

## 生平
2016年10月，任新余钢铁集团有限公司总经理。2017年5月，任新余钢铁集团有限公司党委书记、董事长。2018年，夏文勇被选为江西省出席第十三届全国人民代表大会代表。
2021年3月，任抚州市人民政府市长。同年8月，任中共抚州市委书记。
2023年1月，升任江西省人民政府副省长。